# Konservative Parti (Storbritannien)
 For alternative betydninger, se Konservative Parti. (Se også artikler, som begynder med Konservative Parti)
Det Konservative og Unionistiske Parti (engelsk: The Conservative and Unionist Party, i daglig tale blot Conservatives) er et britisk konservativt og unionistisk politisk parti, som blev stiftet i 1834. Partiet er en udløber af det gamle Tory-parti, og medlemmer af Det Konservative Parti kaldes derfor stadig ofte for Tories.

## Historie

### Grundlæggelse og første år
Partiet blev stiftet i 1834 af den nyvalgte premierminister Robert Peel, som få dage efter at have indtrådt som premierminister publicerede et manifest, kaldet Tamworth-manifestet, hvor han fremlagde idealerne for et moderne konservativt parti.
Over de næste år var de konservative i regering i de fleste af dem, men i 1846 blev partiet delt i to som resultat af uenighed over regeringens beslutning om fjerene toldafgifter på importen af korn, hvilke endte med at dele partiet i en frihandel-fraktion, kaldet Peelites efter Robert Peel, og en protektionistisk-fraktion. Over tid begyndte Peelite-fraktionen at bevæge sig over til Whig-pariet, og de fleste var med til at stifte det Liberale Parti i 1859.

### Konservative og Unionister
Det lykkedes de konservative at danne en række kortvarige regeringer over de næste år, men det var først 1874 under Benjamin Disraeli at det lykkedes partiet at opnå en majoritet igen. Partiet havde under Disraeli og hans forgænger Edward Smith-Stanley havde haft succes med at udvide partiets appel samtidig med at valgretten blev udvidet gennem en række reformer i 1800-tallet. Partiet begyndte at appellere til den nye middelklasse, men også dele af arbejdersklassen, under den paternalistiske konservative ideologi grundlagt af Disraeli som blev kendt som One-nation konservativisme.
I 1886 dannede de konservative en alliance med det Liberale Unionist Parti, hvilke var en fraktion af det Liberale Parti som var splittet fra partiet som resultat af deres modstand imod selvstyre på Irland. Denne alliance resulterede i politisk dominans over de næste 20 år, hvor at de konservative havde regeringsmagten i 17 af dem. Denne periode kom dog til sin ende i 1906, da et ny split over told resulterede i et massivt valgnederlag for de konservative og en stor sejr for de liberale.
I 1909 skiftede partiet navn til det moderne navn, Det Konservative og Unionistiske Parti, og i 1912 fusionerede partiet officielt med Det Liberale Unionist Parti.

### Krigstiden
Under den 1. verdenskrig blev de konservative del af en samlingsregering, og fortsatte som del af denne koalition med Det Liberale Parti frem til 1922. Herefter overtog Det Konservative Parti magten for første gang siden 1906, og dominerede mellemkrigstiden under premierminister Stanley Baldwin. De konservative havde magten da 2. verdenskrig begyndte, og en konservativt-ledet samlingsregering blev dannet under Winston Churchill.

### Efterkrigstidens konsensus og Thatcher
En velfærdsstat var begyndt at opstå i Storbritannien i mellemkrigstiden og årene efter 2. verdenskrig, og de konservative accepterede denne velfærd som del af efterkrigstidens konsensus. Denne filosofi fortsatte under en række konservative premierministre, og det var først ved valget af Margaret Thatcher, den første kvindelige partileder og premierminister i Storbritannien, at de konservative bevægede sig væk fra konsensuset. Under Thatcher begyndte de konservative et økonomisk liberalt program, som skulle gøre op med det svage økonomiske situation som landet fandt sig i. Thatcher regerede frem til 1990, hvor at hun trådte tilbage efter 11 år som premierminister.

### Senere år
De konservative beholdte magten under John Major frem til 1997, hvor at de ved valget led det tungeste nederlag for partiet siden 1906. Dette ledte til en periode på 13 år hvor at de konservative under fire forskellige formænd var i opposition. Det var først ved valget i 2010 at de konservative genvandt magten under David Cameron.
Dette begyndte en periode på 14 år hvor at de konservative bevarede magten. Det var dog ikke en politisk stabil periode, da fem forskellige partiledere var premierminister i perioden. Cameron tråde tilbage i 2016 efter at briterne stemte for at forlade EU. Han blev efterfulgt af Theresa May, som trådte tilbage i 2019 efter at ikke at kunne få en Brexitaftale igennem. Hun blev efterfulgt af Boris Johnson, som lykkedes at gennemføre Brexit, men måtte træde tilbage efter at det kom frem at han havde deltaget i fester under Coronavirusnedlukningerne. Herefter fulgte Liz Truss, der også tiltrådte som premierminister, men som efter blot 44 dage måtte trække sig tilbage, hvorved hun blev den kortest siddende premierminister i britisk historie. Herefter blev Rishi Sunak udpeget til formand for partiet og derved også som premierminister. Ved valget i 2024 led de konservative led det største valgnederlag i partiets histore, og Sunak meddelte, at han trak sig, men at han ville afvente valget af en ny leder.

## Partiledere fra 1922 til i dag
Før 1922 havde Det Konservative Parti ikke nogen egentlig formel leder.
- Andrew Bonar Law (1922–23, reelt leder siden 1916; premierminister 1922–23)
- Stanley Baldwin (1923–1937; premierminister 1923–24, 1924–29 og 1935–37)
- Neville Chamberlain (1937–1940; premierminister i samme periode)
- Winston Churchill (1940–1955; premierminister 1940–45 og 1951–55)
- Anthony Eden (1955–1957; premierminister i samme periode)
- Harold Macmillan (1957–1963; premierminister i samme periode)
- Alec Douglas-Home (1963–1965; premierminister 1963–64)
- Edward Heath (1965–1975; premierminister 1970–74)
- Margaret Thatcher (1975–90; premierminister 1979–90)
- John Major (1990–97; premierminister i samme periode)
- William Hague (1997–2001)
- Iain Duncan Smith (2001–2003)
- Michael Howard (2003–2005)
- David Cameron (2005–2016; premierminister 2010–2016)
- Theresa May (2016–2019; premierminister 2016–2019)
- Boris Johnson (2019–2022; premierminister 2019-2022)
- Liz Truss (2022–2022; premierminister 2022–2022)
- Rishi Sunak (2022-2024; premierminister 2022-2024)
- Kemi Badenoch (2024-)

- Edward Heath
- Margaret Thatcher
- John Major
- David Cameron
- Theresa May

## Valgresultater
| Valg          | Partileder            | Stemmer    | %     | Pladser   |
| ------------- | --------------------- | ---------- | ----- | --------- |
| 1835          | Robert Peel           | 261.269    | 40,8% | 273 / 658 |
| 1837          | Robert Peel           | 379.694    | 48,3% | 314 / 658 |
| 1841          | Robert Peel           | 379.694    | 56,9% | 357 / 658 |
| 1847          | Edward Smith-Stanley  | 205.481    | 42,7% | 325 / 656 |
| 1852          | Edward Smith-Stanley  | 311.481    | 41,9% | 330 / 654 |
| 1857          | Edward Smith-Stanley  | 239.712    | 34,0% | 264 / 654 |
| 1859          | Edward Smith-Stanley  | 193.232    | 34,3% | 298 / 654 |
| 1865          | Edward Smith-Stanley  | 346.035    | 40,5% | 289 / 658 |
| 1868          | Benjamin Disraeli     | 903.318    | 38,4% | 271 / 658 |
| 1874          | Benjamin Disraeli     | 1,091.708  | 44,3% | 350 / 652 |
| 1880          | Benjamin Disraeli     | 1.462.351  | 42,5% | 237 / 652 |
| 1885          | Robert Gascoyne-Cecil | 1.869.560  | 43,4% | 247 / 670 |
| 1886          | Robert Gascoyne-Cecil | 1.417.627  | 51,4% | 393 / 670 |
| 1892          | Robert Gascoyne-Cecil | 2.028.586  | 47,0% | 314 / 670 |
| 1895          | Robert Gascoyne-Cecil | 1.759.484  | 49,3% | 411 / 670 |
| 1900          | Robert Gascoyne-Cecil | 1.637.683  | 50,2% | 402 / 670 |
| 1906          | Arthur Balfour        | 2.278.076  | 43,4% | 156 / 670 |
| Januar 1910   | Arthur Balfour        | 2.919.236  | 46,8% | 272 / 670 |
| December 1910 | Arthur Balfour        | 2.270.753  | 46,6% | 271 / 670 |
| 1918          | Bonar Law             | 4.003.848  | 38,4% | 379 / 707 |
| 1922          | Bonar Law             | 5.294.465  | 38,5% | 344 / 615 |
| 1923          | Stanley Baldwin       | 5.286.159  | 38,0% | 258 / 625 |
| 1924          | Stanley Baldwin       | 7.418.983  | 46,8% | 412 / 615 |
| 1929          | Stanley Baldwin       | 8.252.527  | 38,1% | 260 / 615 |
| 1931          | Stanley Baldwin       | 11.377.022 | 55,0% | 470 / 615 |
| 1935          | Stanley Baldwin       | 10.025.083 | 47,8% | 386 / 615 |
| 1945          | Winston Churchill     | 8.716.211  | 36,2% | 197 / 640 |
| 1950          | Winston Churchill     | 11.507.061 | 40,0% | 282 / 625 |
| 1951          | Winston Churchill     | 13.724.418 | 48,0% | 302 / 625 |
| 1955          | Anthony Eden          | 13.310.891 | 49,7% | 324 / 630 |
| 1959          | Harold Macmillan      | 13.750.875 | 49,4% | 345 / 630 |
| 1964          | Alec Douglas-Home     | 12.002.642 | 43,4% | 298 / 630 |
| 1966          | Edward Heath          | 11.418.455 | 41,9% | 250 / 630 |
| 1970          | Edward Heath          | 13.145.123 | 46,4% | 330 / 630 |
| Februar 1974  | Edward Heath          | 11.872.180 | 37,9% | 297 / 635 |
| Oktober 1974  | Edward Heath          | 10.462.565 | 35,8% | 277 / 635 |
| 1979          | Margaret Thatcher     | 13.697.923 | 43,9% | 339 / 635 |
| 1983          | Margaret Thatcher     | 13.012.316 | 42,4% | 397 / 650 |
| 1987          | Margaret Thatcher     | 13.760.935 | 42,4% | 376 / 650 |
| 1992          | John Major            | 14.093.007 | 41,9% | 336 / 650 |
| 1997          | John Major            | 9.600.943  | 30,7% | 165 / 650 |
| 2001          | William Hague         | 8.357.615  | 31,7% | 166 / 650 |
| 2005          | Michael Howard        | 8.785.941  | 32,4% | 198 / 650 |
| 2010          | David Cameron         | 10.704.647 | 36,1% | 306 / 650 |
| 2015          | David Cameron         | 11.334.920 | 36,9% | 330 / 650 |
| 2017          | Theresa May           | 13.632.914 | 42,3% | 317 / 650 |
| 2019          | Boris Johnson         | 13.966.451 | 43,6% | 365 / 650 |
| 2024          | Rishi Sunak           | 6.814.650  | 23,7% | 121 / 650 |